# Leigh Howard
Leigh Howard (ur. 18 października 1989 w Geelong) – australijski kolarz torowy i szosowy, zawodnik profesjonalnej grupy IAM Cycling. Brązowy medalista olimpijski i wielokrotny medalista torowych mistrzostw świata.
Podczas torowych mistrzostw świata w Manchesterze w 2008 roku zdobył srebrny medal w omnium, rozdzielając Haydena Godfreya z Nowej Zelandii i Białorusina Alaksandra Lisouskiego. Na rozgrywanych trzy lata później mistrzostwach świata w Pruszkowie trzykrotnie stawał na podium: w omnium był najlepszy, a w madisonie i drużynowym wyścigu na dochodzenie zajmował drugie miejsce. W madisonie zdobywał następnie złoto na mistrzostwach świata w Kopenhadze (2010) i mistrzostwach świata w Apeldoorn (2011) oraz brąz na mistrzostwach świata w Melbourne (2012). W 2010 roku zdobył też srebro w omnium, plasując się za Edwardem Clancym z Wielkiej Brytanii. Ponadto podczas mistrzostw świata w Pruszkowie w 2019 roku razem z kolegami z reprezentacji zdobył złoty medal w drużynowym wyścigu na dochodzenie. 
Brał udział w igrzyskach olimpijskich w Tokio, zdobywając brązowy medal w drużynowym wyścigu na dochodzenie. Zdobył też złoty medal w drużynowym wyścigu na dochodzenie na igrzyskach Wspólnoty Narodów w Gold Coast w 2018 roku.
Ściga się również na szosie. Zwycięzca wieloetapowego wyścigu Okolo Slovenska w 2009 roku. 

## Najważniejsze zwycięstwa i sukcesy

### kolarstwo torowe
2008
- 1. miejsce w mistrzostwach Australii (wyścig druż. na dochodzenie)
- 1. miejsce w mistrzostwach Australii (scratch)
- 2. miejsce w mistrzostwach świata (omnium)

2009
- 1. miejsce w mistrzostwach świata (omnium)
- 2. miejsce w mistrzostwach świata (madison)
- 2. miejsce w mistrzostwach świata (wyścig druż. na dochodzenie)

2010
- 1. miejsce w mistrzostwach świata (madison)
- 2. miejsce w mistrzostwach świata (omnium)

2011
- 1. miejsce w mistrzostwach świata (madison)

2012
- 3. miejsce w mistrzostwach świata (madison)
- 1. miejsce w mistrzostwach Australii (madison)

### kolarstwo szosowe
2007
- 1. miejsce na 1., 4. i 7. etapie Tour of Tasmania

2008
- 1. miejsce na 1., 8. etapie Tour of Tasmania
- 1. miejsce na 2. etapie Tour de Berlin

2009
- 1. miejsce w Okolo Slovenska
- 1. miejsce na 1., 3. i 7. etapie Tour of Japan
- 1. miejsce na 1. etapie Internationale Thüringen-Rundfahrt U23

2010
- 1. miejsce w Kampioenschap van Vlaanderen
- 1. miejsce na 4. etapie Tour of Oman

2011
- 1. miejsce na 5. etapie Ster ZLM Toer

2012
- 4. miejsce w Tour of Britain
  - 1. miejsce na 2. etapie

2013
- 1. miejsce w Trofeo Migjorn
- 1. miejsce w Trofeo Platja de Muro

2016
- 1. miejsce w Clásica de Almería
- 2. miejsce w Cadel Evans Great Ocean Road Race